# Барбара Гонзага (1455–1503)
Барбара Гонзага (італ. Barbara Gonzaga, 11 грудня 1455 — 30 травня 1503) — мантуанська аристократка з дому Гонзага, донька маркіза Мантуанського Людовіко III та бранденбурзької принцеси Барбари, дружина першого герцога Вюртембергу Ебергарда I.

## Біографія
Народилась 11 грудня 1455 року у Мантуї дев'ятою дитиною та п'ятою донькою в родині маркіза Мантуї Людовіко III та його дружини Барбари Бранденбурзької. Мала старших братів Федеріко, Франческо, Джанфранческо та Родольфо й сестер Сусанну, Доротею та Сесилію. Ще одна сестра померла в ранньму віці до її народження. Згодом сімейство поповнилося сином Людовіко та донькою Паолою.
Згідно з родинними переказами, отримала рівну з братами освіту. Окрім рідної італійської мови, знала німецьку, грецьку та латину. Володіла знаннями в галузі історії та давної та сучасної літератури, цікавилася мистецтвом і культурою, яким покровительствував мантуанський двір.
Серед її потенційних наречених, яких підшукували від 1467 року, були спадкоємець маркграфства Баден Крістоф, з яким не зійшлися у розмірі посагу, та герцог Міланський, що до цього вважався нареченим послідовно двох її старших сестер, але, зрештою, одружився з Боною Савойською, чим зіпсував стосунки з домом Гонзага.

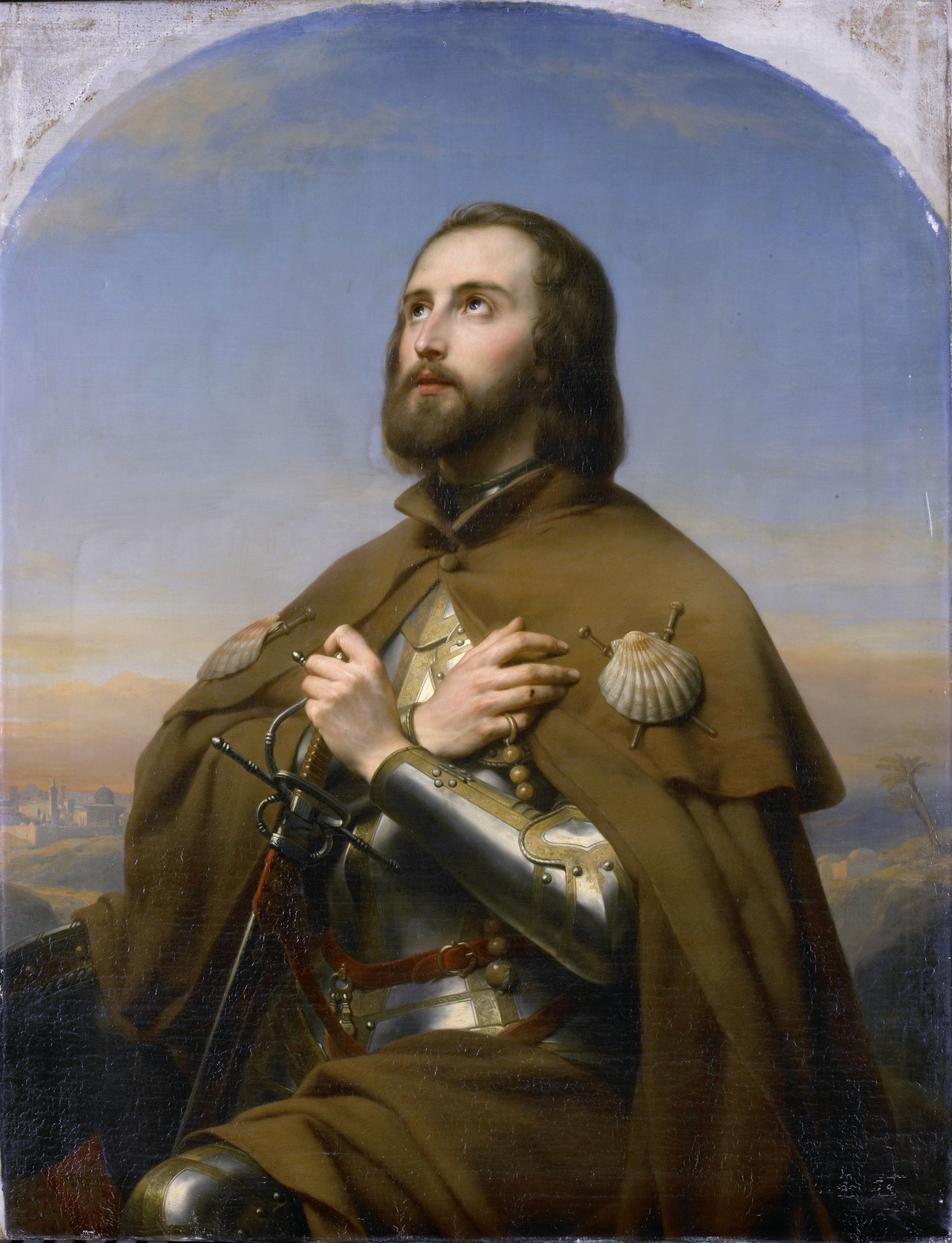
Ебергард I у вбранні пілігріма, Нікез де Кейзер, 1846

За ініціативою курфюрста Бранденбургу Альбрехта III Ахілла, двоюрідного діда Барбари, був організований її шлюб з графом Вюртемберг-Ураху Ебергардом V. Після бурхливої юності той став розсудливим правителем, що вирізнявся принциповістю, любов'ю до справедливості, миролюбністю, релігійністю, ревністю до християнського вчення та зацікавленістю у науках.
Вінчання 18-річної Барбари та 28-річного Ебергарда пройшло 12 квітня 1474 року в Мантуї. Великий посаг нареченої становив 20 000 гульденів, з яких 15 000 виплачувалися відразу готівкою, а решта — по прибуттю до Кемптену. Також молода отримувала коштовні вбрання, ювелірні вироби, меблі, килими та столове срібло на суму 9000 рейнських флоринів, книги та картини з обіцянкою, що родина згодом надішле ще.
Через кілька днів після весілля Ебергард виїхав до Вюртембергу. 10 червня Барбара також залишила Мантую у супроводі свого брата Родольфо та почету з більш ніж 70 осіб. З двома каретами, чотирма візками, 217 кіньми та 30 в'ючними тваринами процесія пройшла через Верону, Тренто, Інсбрук і 28 червня прибула в Кемптену, де на герцогиню чекали посланці чоловіка. Шлях продовжився через Меммінген, Ульм та Блаубойрен до Ураху. На останньому відрізку до процесії приєднався сам граф, значно збільшивши її чисельність.
З 4 по 7 липня 1474 в Урасі пройшли пишні урочистості з нагоди прибуття графині. До цієї події замок був перебудований і розширений. Місто відвідала велика кількість світських і духовних князів, провінційної знаті та міських представників.
До 1483 року мешкала з чоловіком в Урасі, де і народила єдину дитину Барбару (2 серпня — після 15 жовтня 1475), що померла немовлям.
Ймовірно, втрата доньки посилила вроджену схильність Барбари до депресії. Вже ближче до 1480 року деякі заходи, вжиті графом, вказували, що він не сподівається мати законного спадкоємця.

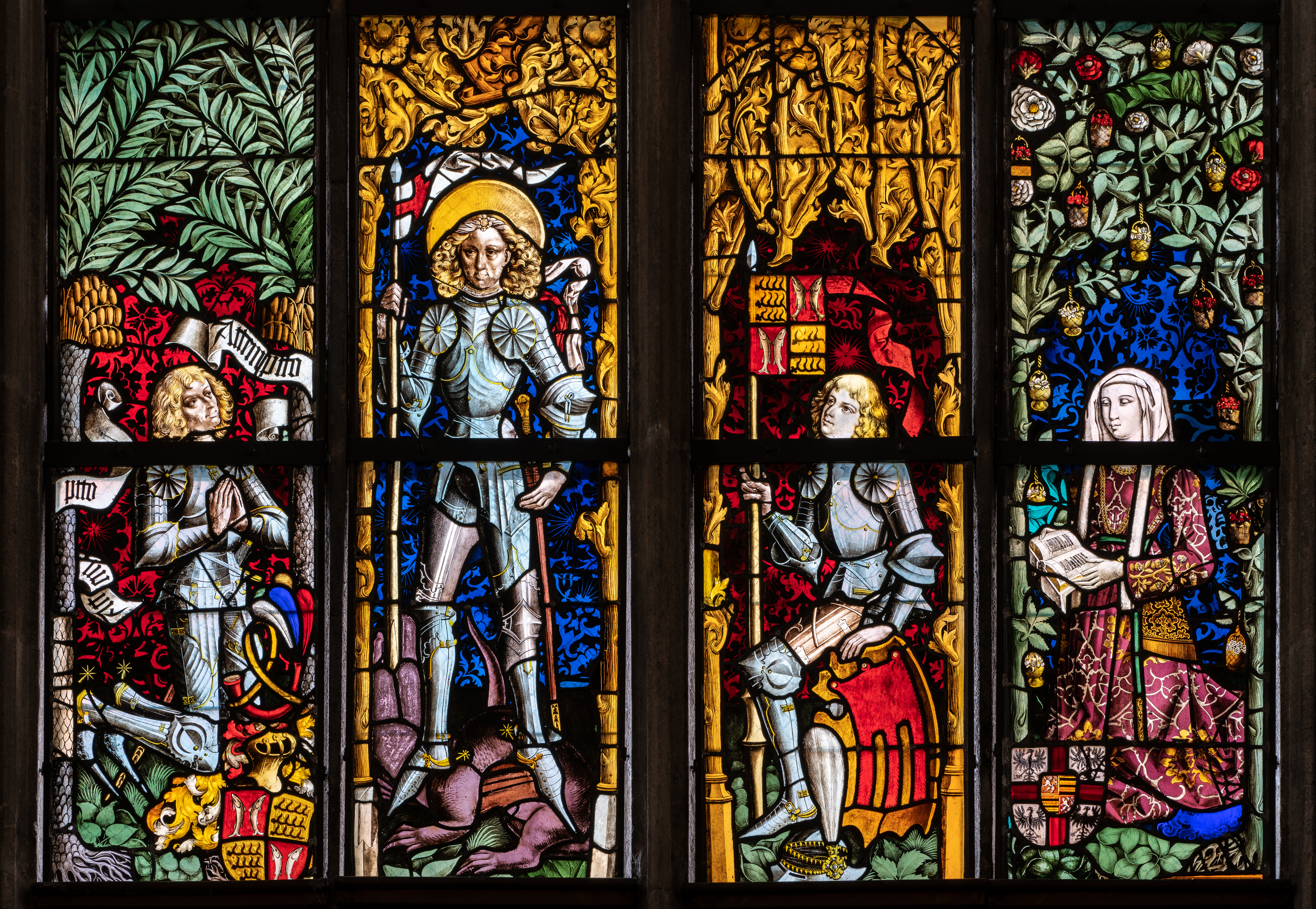
Барбара (крайня справа) на вітражі Колегіальної церкви Тюбінгена

У грудні 1483 року Вюртемберг-Урах об'єднався з Вюртемберг-Штутгартом в єдине графство на чолі з Ебергардом. Столицю перенесли до Штутгарту. Барбара мала сильний вплив на чоловіка та уряд, в цілому, сприятливий. Познайомила країну з культурою Відродження. Граф, натхненний дружиною, став великим шанувальником Італії. Також жінка цікавилася садівництвом, сільським господарством і розведенням свійських тварин. Із задоволенням доглядала свою ферму у Вальденбуху, а у 1491 році придбала сад біля Штутгартського замку.
На Вормському рейхстазі 21 липня 1495 року після тривалих переговорів король Максиміліан I підвищив статус графства Вюртемберг до герцогства, а графа Ебергарда V — до герцога Вюртембергського і Текського. Герцогинею-консортом Барбара була всього кілька місяців до смерті чоловіка у лютому 1496 року.
Після смерті Ебергарда переїхала до замку Беблінгену, де у 1501 році придбала ще один сад. Підтримувала листування із двором Мантуї. В одному з останніх листів висловлювала бажання повернутися на батьківщину, яке залишилося невиконаним.
Пішла з життя 30 травня 1503 року в Беблінгені. Була похована у церкві монастиря домініканців поблизу міста Кірхгайм-унтер-Тек. Могила була втрачено під час робіт зі знесення у 1537 році. Частина спадку герцогині відійшла родичам у Мантуї.